# Charley Rogers
Charles Alfred Rogers, född 15 januari 1887 i Birmingham, död 20 december 1956 i Los Angeles, var en brittisk regissör, manusförfattare och skådespelare.
Rogers är mest känd för sitt arbete med producenten Hal Roach och komikerduon Helan och Halvan. Han kom även att samarbeta med komikern Harry Langdon på senare år.
Rogers avled 1956 i en bilolycka. Han efterlämnade fru och barn och är begravd på Forest Lawn Memorial Park.

## Filmografi (i urval)
Källa: 

### som manusförfattare
- 1932 – Helan och Halvan som affärsmän i stor stil
- 1935 – I kronans kläder
- 1936 – Bröder i kvadrat
- 1937 – Vi reser västerut
- 1938 – Glada tyrolare
- 1938 – Skrattar bäst som skrattar sist
- 1939 – Vi fara till Sahara
- 1940 – Skandal i Oxford
- 1940 – Raska sjömän, hallå!
- 1943 – Mörklagt hela da'n

### som regissör
- 1933 – Helan och Halvans giftermålsbekymmer
- 1933 – Värdshuset Göken
- 1934 – Oss tjallare emellan (även manus)
- 1934 – Hälsokuren
- 1934 – Med spöken i lasten
- 1935 – Öga för öga
- 1935 – Greppet direkt
- 1936 – Zigenarflickan (även manus)

### som skådespelare
- 1928 – Helan och Halvan som bildrullar
- 1928 – Habeas Corpus
- 1929 – Hjärtligt välkomna
- 1929 – En lycklig dag
- 1931 – Bröllopsdagen
- 1931 – In igen och ut igen!
- 1932 – Här vilar inga lessamheter
- 1934 – Det var två glada gesäller (även regi)
- 1943 – Nazty Nuisance
- 1943 – Lätt på tå
- 1952 – Rampljus